# Drnava
Drnava, ungarisch Dernő (im 19. Jahrhundert slowakisch auch „Drňava“ oder „Derňava“; deutsch Dernau) ist eine Gemeinde im Osten der Slowakei mit 689 Einwohnern (Stand 31. Dezember 2024), die zum Okres Rožňava, einem Teil des Košický kraj, gehört.

## Geographie

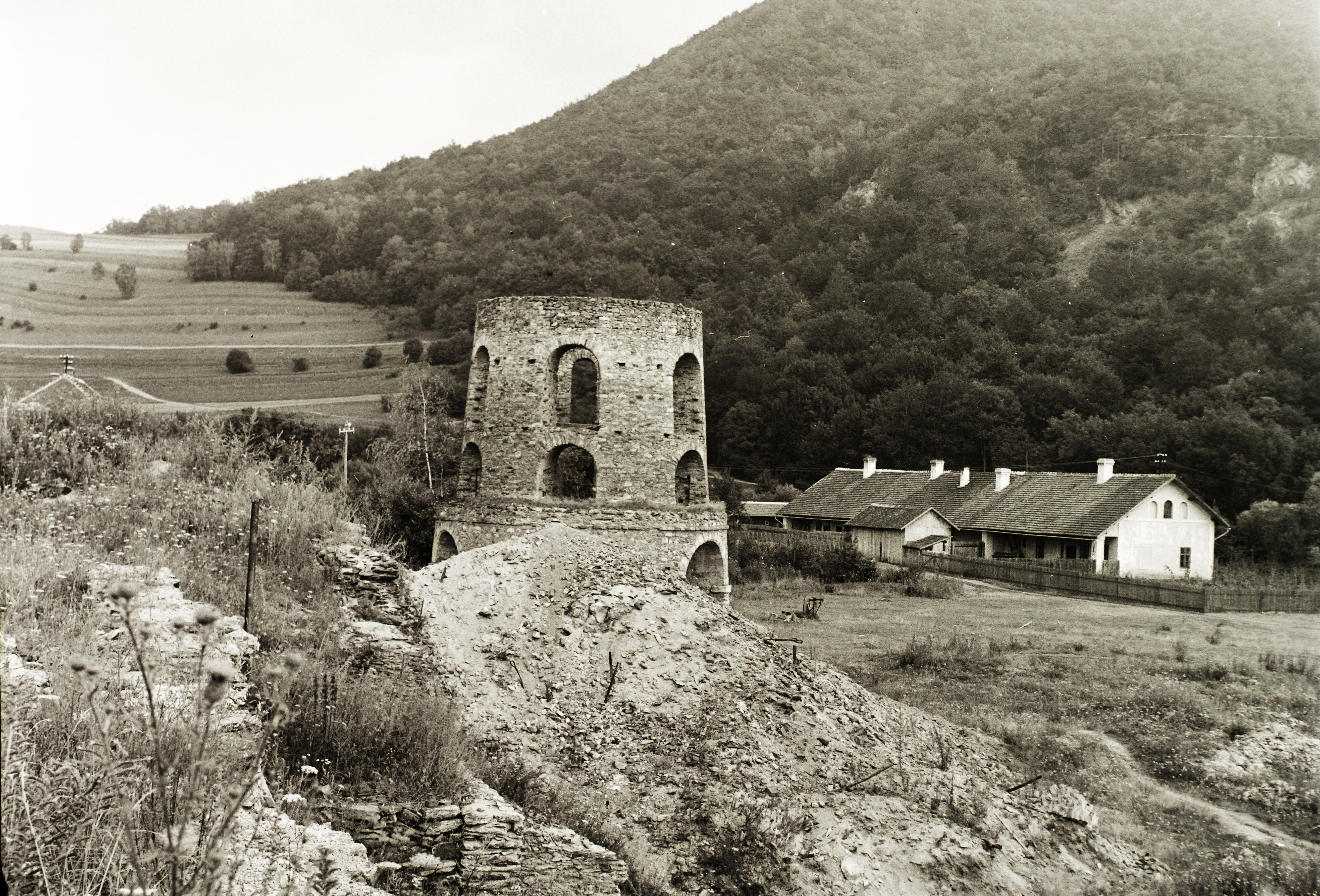
Historische Aufnahme des Eisenwerks, 1935

Die Gemeinde befindet sich am östlichsten Ausläufer des Talkessels Rožňavská kotlina innerhalb des Slowakischen Karstes, im Tal des Flüsschens Čremošná, nur ca. 11 km östlich von Rožňava unweit von Krásnohorské Podhradie, wo Dionysius Andrássy zu seiner hochverehrten Frau Franziska Hablawetz am Fuße der Burg Krásna Hôrka ein Mausoleum errichten ließ. Das Ortszentrum liegt auf einer Höhe von 376 m n.m.
Nachbargemeinden sind Úhorná im Norden, Smolník im Nordosten, Kováčová im Osten, Jablonov nad Turňou im Süden, Lipovník im Südwesten, Krásnohorské Podhradie im Westen und Pača im Nordwesten.

## Geschichte

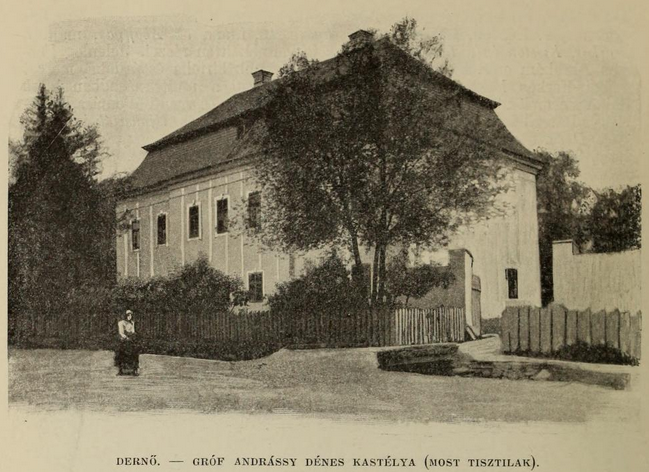
Landschloss, Aufnahme aus dem frühen 20. Jahrhundert

Drnava wurde zum ersten Mal 1364 als Dwrnew schriftlich erwähnt, entstand aber früher als Bergbausiedlung, irgendwann im 13. oder 14. Jahrhundert. Anfangs war das Dorf Teil des Herrschaftsguts der Burg Tornau, in der frühen Neuzeit der Burg Krásna Hôrka und somit auch des Geschlechts Bebek und zuletzt des ungarischen Grafengeschlechts Andrássy. 1828 zählte man 105 Häuser und 839 Einwohner, die in den Bergwerken und Eisenwerken beschäftigt waren.
Schon im 18. Jahrhundert entstanden unter den Andrássys erste Eisenwerkunternehmen, zu einem Aufschwung kam es aber im 19. Jahrhundert. 1821 standen hier jeweils vier Eisenöfen und Hammerwerke, später ersetzt durch Hochöfen, die nach und nach zu einem damals modernen Eisenwerk verschmolzen. Es lieferte unter anderem Bauteile für die berühmte Kettenbrücke „Lánchíd“ in Budapest, weswegen der Ort auch den Spitznamen „Kis Pest“ – Klein-Pest – erhielt. In den 1840er Jahren waren hier rund 250 Arbeitnehmer beschäftigt, noch in den 1850er Jahren stellte das Werk ein paar Tausend Tonnen von Eisen her. Das Eisenwerk stellte noch vor der Auflösung Österreich-Ungarns seine Arbeit ein.
Bis 1918/1919 gehörte der im Komitat Gemer und Kleinhont (bis 1881 im Komitat Torna) liegende Ort zum Königreich Ungarn und kam danach zur Tschechoslowakei beziehungsweise heute zur Slowakei. 1938 bis 1945 war er auf Grund des Ersten Wiener Schiedsspruchs noch einmal Teil Ungarns.

## Bevölkerung
| Jahr                | 1994 | 2004    | 2014    | 2024    |
| ------------------- | ---- | ------- | ------- | ------- |
| Anzahl der Personen | 658  | 672     | 696     | 689     |
| Unterschied         |      | +2,12 % | +3,57 % | −1,00 % |

| Jahr                | 2023 | 2024    |
| ------------------- | ---- | ------- |
| Anzahl der Personen | 684  | 689     |
| Unterschied         |      | +0,73 % |

Nach der Volkszählung 2011 wohnten in Drnava 704 Einwohner, davon 478 Magyaren, 195 Slowaken, fünf Roma und drei Tschechen. 23 Einwohner machten keine Angabe zur Ethnie.
560 Einwohner bekannten sich zur römisch-katholischen Kirche, 38 Einwohner zur reformierten Kirche, neun Einwohner zur griechisch-katholischen Kirche, acht Einwohner zur Evangelischen Kirche A. B., sowie jeweils ein Einwohner zur evangelisch-methodistischen Kirche und zur orthodoxen Kirche; ein Einwohner bekannte sich zu einer anderen Konfession. 50 Einwohner waren konfessionslos und bei 36 Einwohnern wurde die Konfession nicht ermittelt.

## Bauwerke
- römisch-katholische Kirche im gemischten barock-klassizistischen Stil aus dem Jahr 1779
- Landschloss im barock-klassizistischen Stil aus dem späten 18. Jahrhundert
- Überreste des alten Eisenwerks aus dem 19. Jh.

Eine weitere Sehenswürdigkeit im Dorf ist die ca. 700 Jahre alte Stieleiche (Quercus robur L.) ⊙, welche 2021 als Kandidat der Slowakei bei der Wahl zum Europäischen Baum des Jahres teilnahm.

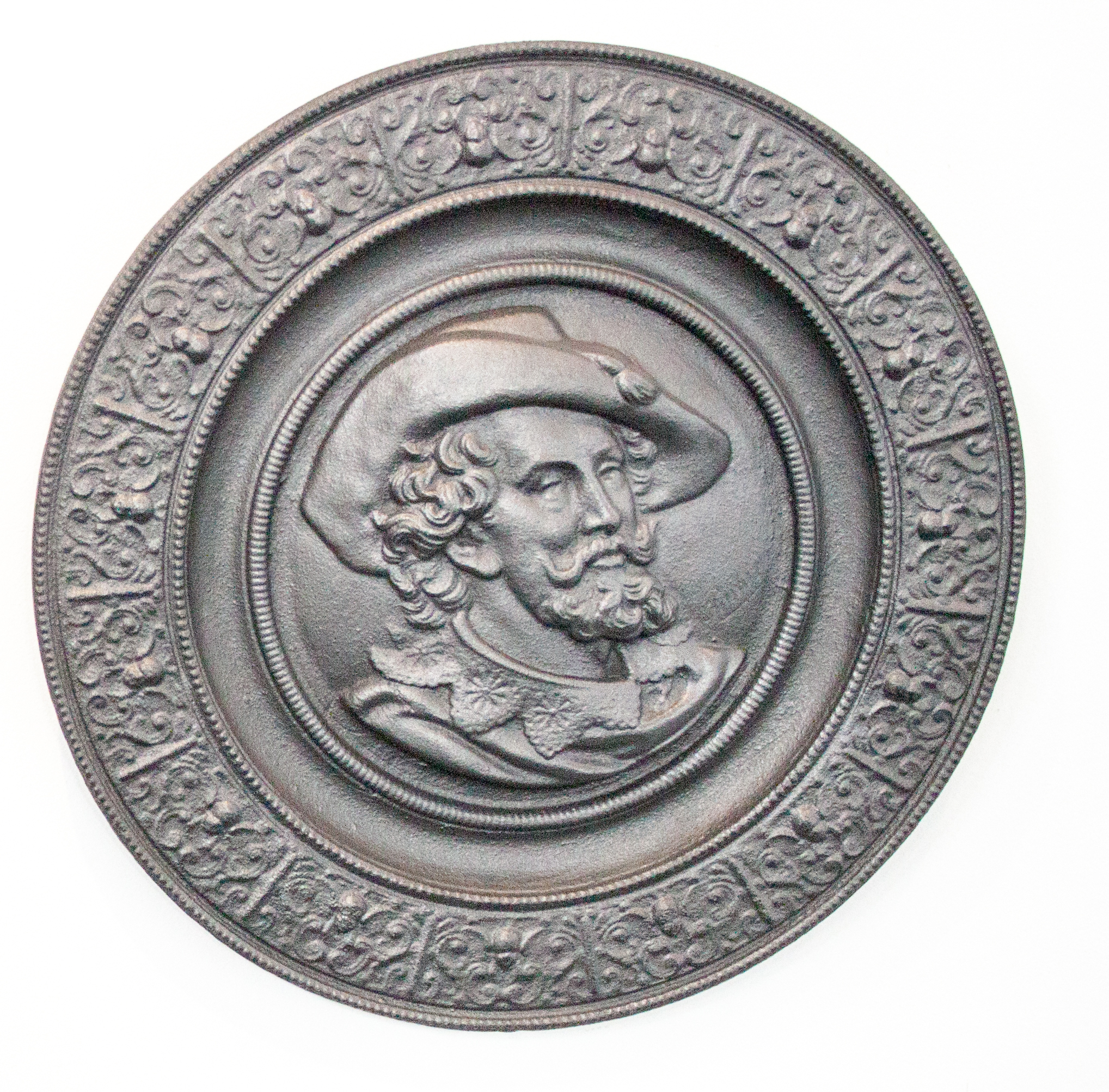
Gusseisernes Porträt Peter Paul Rubens’ aus dem Eisenwerk, ca. 1860
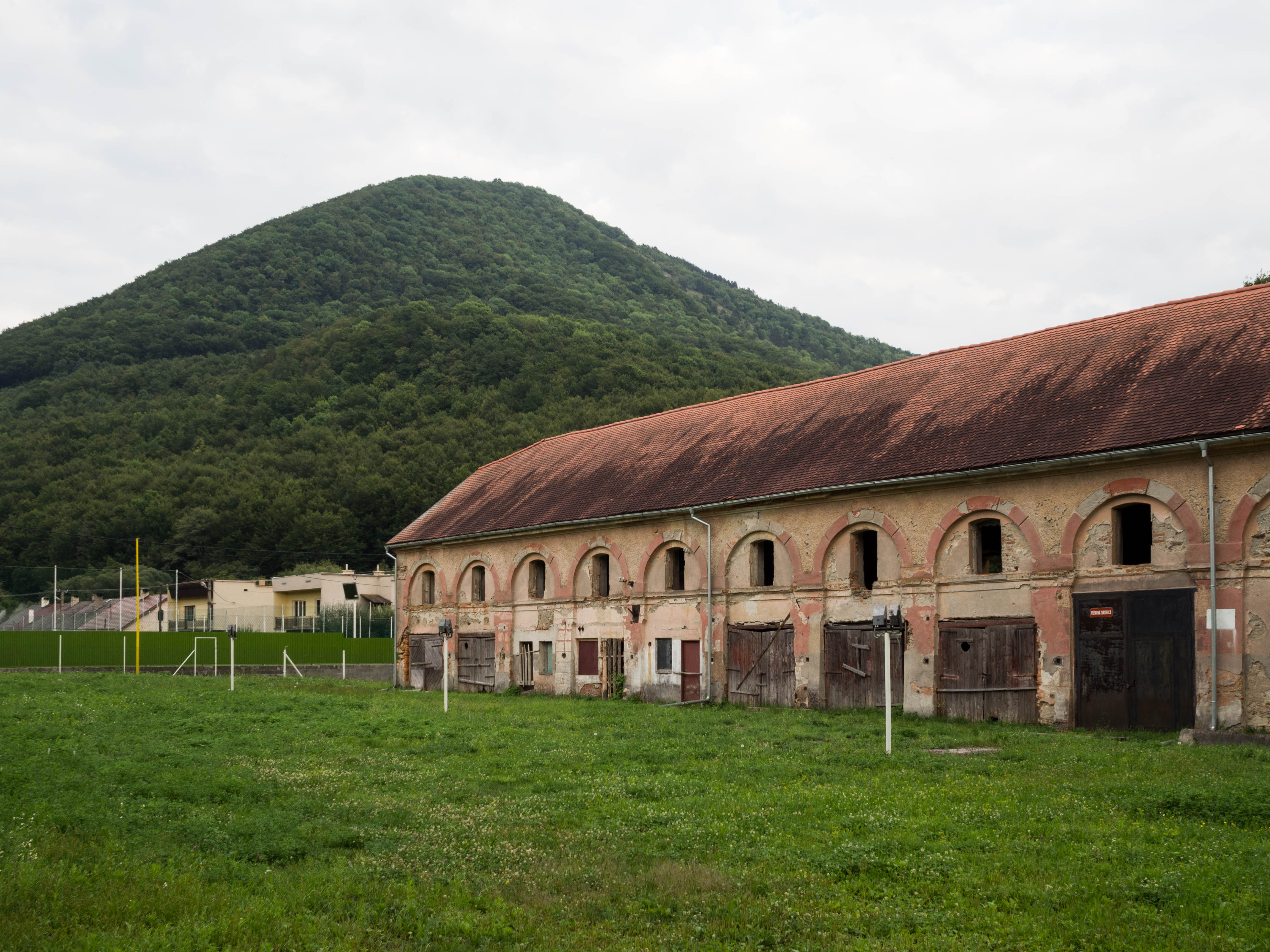
Ehemaliges Eisenhüttengebäude, Industriekulturgebäude aus dem 19. Jh.
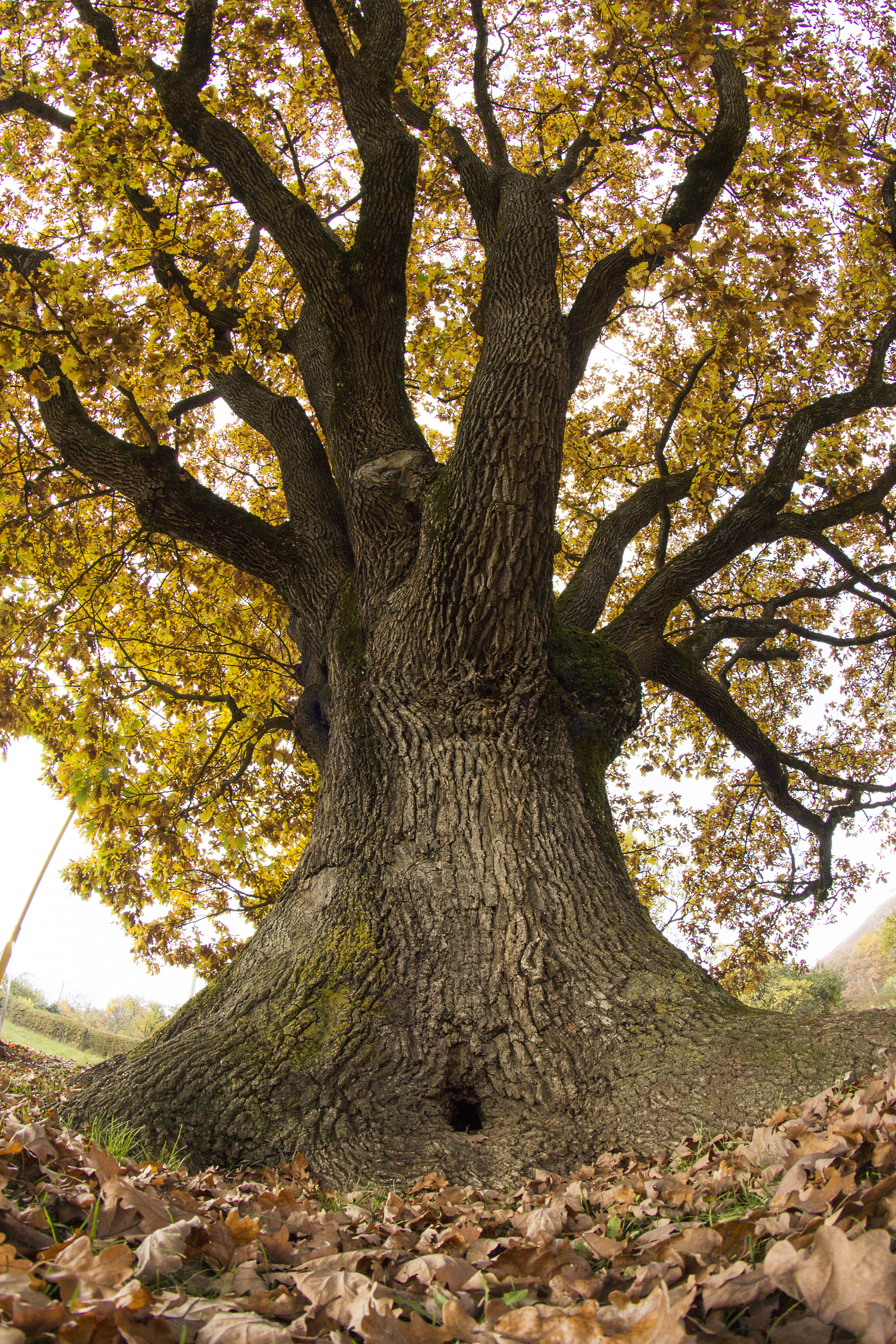
700-jährige Eiche von Drnava